# Памятник А. С. Ермолову
Памятник Алексе́ю Серге́евичу Ермо́лову — памятник министру земледелия и государственного имущества Российской империи А. С. Ермолову, внесшему огромный вклад в основание и развитие Черноморского побережья и города Сочи как курорта, установленный в историческом месте Сочи.  

## Расположение
Находится в Хостинском районе города Сочи в  парке, созданном  А. С. Ермоловым, после революции 1917 года, изменившем свое название с парка имени Ермолова на парк имени М. В.Фрунзе.

## Инициатива создания памятника
Инициатором, создателем и дарителем памятника городу является семья сочинских художников-скульпторов Тихомировых.

## Архитектурная композиция
Памятник представляет собой гранитный постамент на который установлен мраморный барельеф А. С. Ермолова. На постаменте имеются две надписи: «Министр земледелия Ермолов Алексей Сергеевич устроитель курорта Сочи» и «России нужен свой курорт, который бы ни в чем не уступал европейским, а может, стал бы, образцом для них, образцом в культуре, доброте, душевности. И такой курорт можно создать на Кавказском Черноморье. 1908».
Памятник был открыт к дню города 23 ноября 2012 года.